# Geelbrauwtiran
De geelbrauwtiran (Satrapa icterophrys) is een zangvogel uit de familie Tyrannidae (tirannen).

## Verspreiding en leefgebied
Deze soort komt voor in noordelijk Venezuela en van noordoostelijk Brazilië tot Bolivia, centraal Argentinië en Uruguay.

## Status
De grootte van de populatie is niet gekwantificeerd maar de soort wordt omschreven als vrij algemeen. Op de Rode lijst van de IUCN heeft deze soort de status niet bedreigd.